# Albertinia
Albertinia és un gènere de plantes amb flors de la família de les asteràcies (Asteraceae) descrit com a gènere el 1820.
Només hi ha una espècie acceptada, tot i que s'han proposat diversos altres noms. Albertinia brasiliensis és endèmica del Brasil.
El gènere rep el nom del micòleg alemany Johannes Baptista von Albertini.